# Rascló de les Talaud
El rascló de les Talaud (Gymnocrex talaudensis) és una espècie d'ocell de la família dels ràl·lids (Rallidae) que habita únicament a les illes Talaud, al nord-est de Sulawesi.